# Chuck Pierce Jr.
Charles „Chuck“ Bryant Pierce Jr. (* 1. Februar 1962) ist ein US-amerikanischer ehemaliger Schauspieler und Kinderdarsteller. Bereits im Kindesalter wirkte er fast ausschließlich in Filmproduktionen seines Vaters Charles B. Pierce mit.

## Leben
Pierce Jr. wurde am 1. Februar 1962 als Sohn des Filmschaffenden Charles B. Pierce geboren. Seine Mutter ist Florene Lyons Pierce, außerdem hat er zwei Geschwister. Sein Filmdebüt gab er 1972 in The Legend of Boggy Creek. Es folgten in den nächsten drei Jahren Rollen in Black Deals, Winterhawk und Herbststürme. 1978 spielte er die Rolle des jungen Wikingers Eric, aus dessen Niederschrift die Geschichte erzählt wird. In den 1980er Jahren übernahm er Rollen in den Filmen seines Vaters Boggy Creek II: And the Legend Continues sowie Die Rache des Trappers.
1993 übernahm Pierce Jr. die Rolle des L.T. David Morgan im Horrorfilm Midnight 2. Er verkörperte eine der Hauptrollen und es war die einzige Filmproduktion, in der er als Schauspieler zu sehen war, ohne Mitwirkung seines Vaters. Im 2014 erschienenen Film Warte, bis es dunkel wird, einem Remake von Der Umleger aus dem Jahr 1976, stellt der Schauspieler Denis O’Hare eine fiktionelle Version von Chuck Pierce Jr. dar.

## Filmografie (Auswahl)
- 1972: The Legend of Boggy Creek
- 1974: Black Deals
- 1975: Winterhawk
- 1976: Herbststürme (The Winds of Autumn)
- 1978: Die Nordmänner (The Norseman)
- 1985: Boggy Creek II: And the Legend Continues/The Barbaric Beast of Boggy Creek, Part II
- 1988: Die Rache des Trappers (Hawken's Breed)
- 1993: Midnight 2